# 任瑞婷
任瑞婷，筆名長河，出生於中國四川省，秋雨聖約教會基督徒，受中共宗教迫害，於2019年暫時在台灣停留，並於2021年赴美國。現為中央廣播電台特約作者、關鍵評論網專欄作家。

## 生平
2019年，四川成都秋雨聖約歸正教會成員廖強、任瑞婷及其家人全家6口，持中華人民共和國護照以自由行方式前來台灣進行醫美旅行，此行之後他們做出了不再返回中國大陸的決定。此後，他們得到了大陸委員會、內政部移民署以及台灣長老教會的協助，在台暫居。來台後，任瑞婷向美聯社記者透露，她在中國大陸時，外出時必須使用社交媒體向警方報告下落。有人告訴她，如果她不服從，就無法保證她的安全。
2021年，任瑞婷在华府举行的2021國際宗教自由峰會中，描述了過去被迫害的经历，包括每一次聚会，中國警察都對其進行监视，她所在的成都秋雨聖約歸正教會300名教友被迫接受公安询问，更有十多人轮流二十四小时看守其屋，出门遛狗、学钢琴都有人跟踪。